# Muslim ibn al-Hajjaj
Muslim ibn al-Ḥajjāj (Nīshāpūr, 817 – 870) è stato un giurista arabo.

## Biografia
Muslim (in arabo مسلم بن الحجاج‎?), ovvero Abū l-Ḥusayn Muslim b. al-Ḥajjāj b. Muslim al-Qushayrī al-Nīsābūrī, (nato in Khorāsān), è stato uno dei massimi tradizionisti musulmani.

Il suo ṭalab al-ʿilm ("ricerca della conoscenza") lo condusse in Iraq (all'epoca centro della cultura islamica), in Egitto, in Siria e in Ḥijāz, studiando le discipline legate alle tradizioni storico-giuridiche ( ʾaḥādīth ) con alcuni fra i più importanti maestri dell'epoca, tra cui lo stesso Aḥmad b. Ḥanbal a Baghdad.
Il suo capolavoro è l'al-Jāmiʿ al-Ṣaḥīḥ (o semplicemente Ṣaḥīḥ), ossia "La giustissima sintesi", che porta il medesimo nome della più importante raccolta di ʾaḥādīth scritta da al-Bukhārī.
Insieme a quella (e, nel Maghreb, prima di quella), il Ṣaḥīḥ di Muslim costituisce la summa della scienza umana dei ʾaḥādīth e - prima degli altri 4 dei Sei libri che costituiscono la Sunna - ha fatto guadagnare al suo autore fama imperitura fra i musulmani sunniti. I due massimi autori sono spesso chiamati col duale arabo al-Shaykhānī (i due sceicchi) e le loro opere col duale al-Ṣaḥīḥāni (I due Ṣaḥīḥ ).
Fra i commentatori principali delle tradizioni (che Muslim aveva scelto all'interno di una massa di circa 300.000 ʾaḥādīth) si ricordano il Qāḍī ʿIyād (m. 1149) e al-Nawawī (m. 1278).